# Ipomoea retropilosa
Ipomoea retropilosa är en vindeväxtart som först beskrevs av Henri François Pittier, och fick sitt nu gällande namn av D.F. Austin. Ipomoea retropilosa ingår i släktet praktvindor, och familjen vindeväxter. Inga underarter finns listade i Catalogue of Life.